# Ronde van Nederland 1997
De 37e editie van de Ronde van Nederland ging op 26 augustus 1997 van start in Tilburg. Na vijf etappes werd op 30 augustus in Landgraaf gefinisht. De ronde werd gewonnen door Erik Dekker.

## Eindklassement
Erik Dekker werd winnaar van het eindklassement van de Ronde van Nederland van 1997 met een voorsprong van 15 seconden op Peter Meinert-Nielsen. De beste Belg was Johan Museeuw op de 6e plaats.
| Rang | Renner                     | Land       | Tijd       |
| ---- | -------------------------- | ---------- | ---------- |
| 1    | Erik Dekker                | Nederland  | 22u 14'52" |
| 2    | Peter Meinert-Nielsen      | Denemarken | + 0'15"    |
| 3    | Jan Ullrich                | Duitsland  | + 0'23"    |
| 4    | Vjatsjeslav Jekimov        | Rusland    | + 0'24"    |
| 5    | Erik Breukink              | Nederland  | + 0'36"    |
| 6    | Johan Museeuw              | België     | + 0'40"    |
| 7    | José Vicente García Acosta | Spanje     | + 0'46"    |
| 8    | Servais Knaven             | Nederland  | + 0'49"    |
| 9    | Peter Van Petegem          | België     | + 0'55"    |
| 10   | Bart Voskamp               | Nederland  | + 1'01"    |

## Etappe-overzicht
| Etappe | Van - naar           | Km  | Etappewinnaar     |
| ------ | -------------------- | --- | ----------------- |
| 1      | Tilburg - Alkmaar    | 199 | Endrio Leoni      |
| 2      | Alkmaar - Haarlem    | 168 | Robbie McEwen     |
| 3a     | Hoogeveen - Denekamp | 91  | Robbie McEwen     |
| 3b     | Nordhorn - Denekamp  | 23  | Erik Dekker       |
| 4      | Almelo - Venray      | 178 | Erik Zabel        |
| 5      | Venray - Landgraaf   | 236 | Giovanni Lombardi |

1948 · 1949 · 1950 · 1951 · 1952 · 1953 · 1954 · 1955 · 1956 · 1957 · 1958 · 1959 · 1960 · 1961 · 1962 · 1963 · 1964 · 1965 · 1966 · 1967 · 1968 · 1969 · 1970 · 1971 · 1972 · 1973 · 1974 · 1975 · 1976 · 1977 · 1978 · 1979 · 1980 · 1981 · 1982 · 1983 · 1984 · 1985 · 1986 · 1987 · 1988 · 1989 · 1990 · 1991 · 1992 · 1993 · 1994 · 1995 · 1996 · 1997 · 1998 · 1999 · 2000 · 2001 · 2002 · 2003 · 2004 · 2005 · 2006 · 2007 · 2008 · 2009 · 2010 · 2011 · 2012 · 2013 · 2014 · 2015 · 2016 · 2017 · 2018 · 2019 · 2020 · 2021 · 2022 · 2023 · 2024